# Fanale di Livorno
(Dante Alighieri, Divina Commedia, Purgatorio, Canto V, v. 14-15)
Il Fanale di Livorno, o Fanale Maggiore o più semplicemente Fanale, è il faro del porto di Livorno, ubicato all'imbocco sud dello scalo labronico. Sorto in epoca medioevale ad opera della Repubblica di Pisa, è per fondazione uno dei fari più antichi d'Italia, sebbene sia stato ricostruito fedelmente a seguito delle devastazioni causate dalla seconda guerra mondiale.
Per la sua bellezza il fanale è citato da Francesco Petrarca (che lo menziona nel suo Itinerario siriaco: «et fere contiguum Liburnum ubi praevalida turris est cuius in vertice flamma per noctes tuti littoris signum praebet»), da Goro di Stagio Dati, che definì la torre come una delle più belle del mondo, da Matteo Fortini, poeta minore del Quattrocento nel suo poemetto L'Universo, fino in tempi più recenti da Giovanni Marradi.

## Storia
Il fanale fu costruito dalla Repubblica di Pisa presso il piccolo abitato medioevale di Livorno, allora suo possedimento, in sostituzione di quello posto sulle secche della Meloria, andato distrutto nel 1284 durante l'omonima battaglia ad opera dei Genovesi.
Il progetto originale, risalente al principio del XIV secolo, viene attribuito a Giovanni Pisano; la torre fu costruita tra il 1303 ed il 1305 su ordine dei Provveditori della Fabbrica Lando Eroli e Jacopo da Peccioli e all'epoca era completamente circondata dal mare.
Decaduta la Repubblica di Pisa, l'originaria croce pisana scolpita sull'angusta porta d'ingresso fu cancellata e sostituita dal giglio fiorentino. 
Nel 1583 il granduca di Toscana Francesco I de' Medici, allestì, alla base del fanale, il primo lazzaretto della città (1584) ed il secondo in Italia dopo quello di Venezia, affiancato da alcuni magazzini che ne deturparono la purezza delle linee. Un'iscrizione ne ricordava l'evento: Franciscus Med. Magnus Dux Etruriae MDLXXXIIII.
Tali basse costruzioni nei primi anni del Novecento erano ancora presenti, ma oggi non ne resta più traccia.
Nel 1944 fu minato e distrutto dai guastatori tedeschi in ritirata, ai quali è stata imputata, forse erroneamente, anche la distruzione della non distante Torre del Magnale.
Fu ricostruito utilizzando gran parte dei materiali recuperati tra le macerie, seguendo, limitatamente alle parti esterne, il disegno originario. All'inaugurazione avvenuta il 16 settembre 1956, partecipò anche il Presidente della Repubblica Giovanni Gronchi.

## Descrizione
Il fanale è costituito essenzialmente da due torri merlate e sovrapposte, impostate al di sopra di una base tronco-conica.
In realtà, ad un'analisi più ravvicinata, le due torri sono a loro volta formate da diversi cilindri di diametri decrescenti, che fanno assumere al complesso un leggero andamento conico fino alla sommità.
Il faro, realizzato in pietra della Verruca della cava di San Giuliano, è alto 52 metri ed il diametro massimo è di 12 metri.

## Alimentazione
Il Fanale Maggiore di Livorno è un faro ad ottica rotante alimentato dalla rete elettrica.
In origine funzionava per mezzo di fuochi, poi a lampade semplici e con specchi a riverbero, mentre, nel 1841, fu dotato del sistema Fresnel e successivamente fu alimentato da gas acetilene ad incandescenza.
Oggi emette 4 lampi ogni 20 secondi; la sua portata è di circa 24 miglia marine.